# كلينتون ماريوس
كلينتون ماريوس (بالإنجليزية: Clinton Marius)‏ هو مغني وشاعر جنوب أفريقي، ولد في 20 أغسطس 1966.